# ناآرامی‌های فرگوسن
نا آرامی‌های فرگوسن که از آن بعنوان «نبرد فرگوسن» نیز یاد شده‌است مجموعه ای از اعتراضات و تنش‌ها بود که در شهر فرگوسن، میزوری آمریکا پس از قتل یک سیاهپوست (مایکل براون ۱۸ ساله) بدست پلیس آمریکا روی داد. این درگیری‌ها در سه دوره چند روزه در از اوت ۲۰۱۴ تا اوت ۲۰۱۵ در شهر فرگوسن به وقوع پیوست.
این رویداد انتقاداتی را نسبت به عملکرد پلیس آمریکا از جمله تجهیز پلیس به سلاح‌های جنگی از جمله خودروهای زره پوش برانگیخت.